# Gustav Gröber

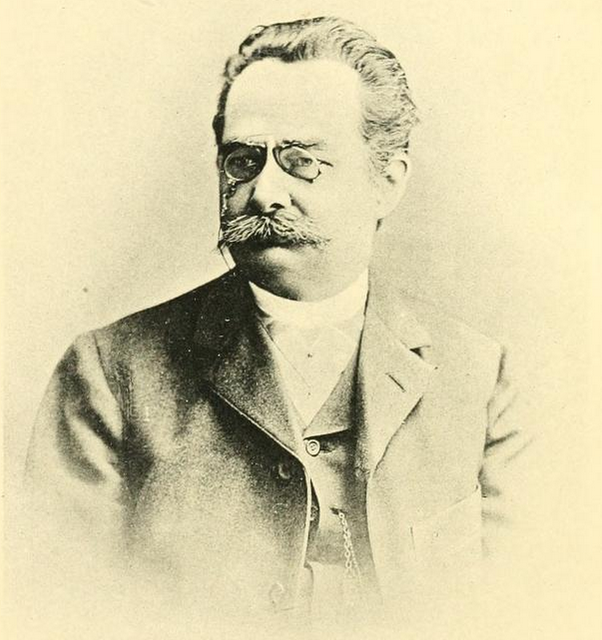
Gustav Gröber

Gustav Gröber (* 4. Mai 1844 in Leipzig; † 6. November 1911 in Ruprechtsau bei Straßburg) war ein deutscher Romanist.

## Leben
Er studierte in Leipzig, habilitierte sich 1871 in Zürich, wurde dort 1873 außerordentlicher Professor und folgte 1874 einem Ruf als ordentlicher Professor an die Universität Breslau. 1880 übersiedelte er nach Straßburg. In Verbindung mit Fachgenossen gab er den Grundriss der romanischen Philologie (1888–1906) heraus. Gröber begründete 1877 die Zeitschrift für romanische Philologie.
Der 1880 gegründete Neuphilologische Verein Breslau im WKV ernannte ihn im Jahr seiner Gründung zum Ehrenmitglied. Ab 1900 war er korrespondierendes Mitglied der Preußischen Akademie der Wissenschaften und ab 1904 der Göttinger Akademie der Wissenschaften.

## Gröbers Grundriss
- (Hrsg.) Grundriss der romanischen Philologie. 4 Bände. Straßburg 1888-1902. (nur der erste Band erlebte eine 2. Auflage; Angaben zur 2. Auflage im Folgenden kursiv)

### Erster Band
- Geschichte und Aufgabe der romanischen Philologie. Quellen der romanischen Philologie und deren Behandlung. Romanische Sprachwissenschaft. Register, Straßburg 1888, 853 Seiten; 2. Auflage, 1904-1906, 1093 Seiten

- - Geschichte der romanischen Philologie (Gustav Gröber) 1-139; 1-185
  - Aufgabe und Gliederung der romanischen Philologie (Gustav Gröber) 140-156; 186-202
  - Die schriftlichen Quellen mit 4 Tafeln (Wilhelm  Schum [1846-1892]) 157-196; (überarbeitet von Harry Bresslau) 205-253
  - Die mündlichen Quellen (Gustav Gröber) 197-208; 254-266
  - Methodik und Aufgaben der sprachwissenschaftlichen Forschung (Gustav Gröber) 209-250; 267-317
  - Methodik der philologischen Forschung (Adolf Tobler) 251-282; 318-360
  - Methodik der literaturgeschichtlichen Forschung (Adolf Tobler) 361-368
  - Keltische Sprache (Ernst Windisch) 283-312; 371-404
  - Die Basken und die Iberer (Georg Gerland) 313-334; 405-430
  - Die italischen Sprachen (Wilhelm Deecke) 335-350; (und Wilhelm Meyer-Lübke) 431-450
  - Die lateinische Sprache in den romanischen Ländern (Wilhelm Meyer-Lübke) 351-382; 451-497
  - Romanen und Germanen in ihren Wechselbeziehungen  (Friedrich Kluge) 383-397; 498-514
  - Die arabische Sprache in den romanischen Ländern (Christian Friedrich Seybold [1859-1921]) 398-405; 515-523
  - Die nichtlateinischen Elemente im Rumänischen (Moses Gaster) 406-414; (Kristian Sandfeld Jensen) 524-534
  - Die romanischen Sprachen. Ihre Einteilung und äußere Geschichte (Gustav Gröber) 415-437; 535-563
  - Die rumänische Sprache (Hariton Tiktin) 438-460; 564-607
  - Die rätoromanischen Mundarten (Theodor Gartner) 461-488; 608-636
  - Die italienische Sprache (Francesco D’Ovidio und Wilhelm Meyer-Lübke) 489-560; 637-711
  - Die französische und provenzalische Sprache und ihre Mundarten (Hermann Suchier) 561-668; 712-840
  - Das Katalanische (Alfred Morel-Fatio) 669-688; (und Jean-Joseph Saroïhandy)  841-877
  - Die spanische Sprache (Gottfried Baist) 689-714; 878-915
  - Die portugiesische Sprache (Jules Cornu) 715-803; 916-1037
  - Die lateinischen Elemente im Albanesischen (Gustav Meyer) 804-822; (neubearbeitet von Wilhelm Meyer-Lübke)  1038-1058
  - Namen-, Sach- und Wortregister 823—853; 1059-1093

### Zweiter Band
- 1. Abteilung, Straßburg 1902, 1286 Seiten
  - II. Romanische Sprachkunst: Romanische Verslehre (Edmund Stengel) 1–96
  - III. Romanische Literaturgeschichte:
    - A. Übersicht über die lateinische Literatur (Gustav Gröber) 97–432
    - B. Die Literaturgeschichte der romanischen Völker:
      - 1. Französische Literatur (Gustav Gröber) 433–1247

  - Register 1251–1286

- 2. Abteilung,  Straßburg 1897, 496 Seiten
  -     - Die Literaturen der romanischen Völker:
      - 2. Provenzalische Literatur (Albert Stimming) 1–69
      - 3. Katalanische Literatur (Alfred Morel-Fatio) 70–128
      - 4. Geschichte der portugiesischen Literatur (Carolina Michaëlis de Vasconcelos und Teófilo Braga)  129-382 (von Braga stammen die letzten 35 Seiten)
      - 5. Die spanische Literatur (Gottfried Baist) 383–466

  - Register 467–496

3. Abteilung, Straßburg 1901, 603 Seiten
- -     - Die Literaturen der romanischen Völker:
      - 6. Italienische Literatur (Tommaso Casini) 1–217
      - 7. Rätoromanische Literatur (Caspar Decurtins) 218–261
      - 8. Rumänische Literatur (Moses Gaster) 262–428

  - IV. Grenzwissenschaften: Zur Geschichte der romanischen Völker
    - A. Zur romanischen Staatengeschichte (Harry Bresslau) 431–515
    - B. Zur romanischen Kulturgeschichte (Alwin Schultz) 516–532
    - C. Zur romanischen Kunstgeschichte (Alwin Schultz) 533–549
    - D. Zur Wissenschaftsgeschichte der romanischen Völker (Wilhelm Windelband) 550–578

  - Register 579–603